# TSR Mickiewicza
TSR Mickiewicza – telewizyjna stacja retransmisyjna z wieżą o wysokości 36 m, znajdująca się w Świerzawie, przy ul. Mickiewicza. Właścicielem obiektu jest EmiTel sp. z o.o.
23 lipca 2013 roku została zakończona emisja programów telewizji analogowej. Tego samego dnia rozpoczęto nadawanie sygnału trzeciego multipleksu w ramach naziemnej telewizji cyfrowej.

## Parametry
- Wysokość posadowienia podpory anteny: 300 m n.p.m.[3]
- Wysokość zawieszenia systemów antenowych: TV: 32 m n.p.t.[3]

## Transmitowane programy

### Programy telewizyjne - cyfrowe
| Skład multipleksu                                                                    | Częstotliwość | Kanał | Moc nadajnika | Polaryzacja | Kompresja  |
| ------------------------------------------------------------------------------------ | ------------- | ----- | ------------- | ----------- | ---------- |
| MUX 3 - TVP1 HD - TVP2 HD - TVP3 Wrocław - TVP Historia - TVP Sport HD - TVP Info HD | 698 MHz       | 49    | 0,014 kW      | pozioma     | MPEG-4 AVC |

## Nienadawane analogowe programy telewizyjne
| LP | Program | Właściciel            | Częstotliwość | Kanał | Moc nadajnika | Polaryzacja |
| -- | ------- | --------------------- | ------------- | ----- | ------------- | ----------- |
| 1  | TVP1    | Telewizja Polska S.A. | 567,25 MHz    | 33    | 0,05 kW       | pozioma     |
| 2  | TVP2    | Telewizja Polska S.A. | 479,25 MHz    | 22    | 0,05 kW       | pozioma     |

Programy telewizji analogowej wyłączone 23 lipca 2013 roku.